# СКА (футбольный клуб, Петрозаводск)
СКА — советский футбольный клуб из Петрозаводска.

## Достижения
- В первой лиге — 18 место (в зональном турнире класса «Б» 1956 год).
- В кубке СССР — поражение в 1/32 финала (1950 год).
- 1950, 1955 гг. — чемпион Карело-Финской ССР[1]
- 1957, 1962 гг. — чемпион Карельской АССР
- 1961, 1962, 1964 г. — обладатель Кубка Карельской АССР
- 2001 г. — Чемпион Республики Карелия во второй лиге[2]

## История
Ещё в июне 1922 г. в Петрозаводске состоялись первые футбольные игры между первой городской футбольной командой и командой 16-й стрелковой дивизии имени Киквидзе. Первая красноармейская команда из местных военных была образована в г. Петрозаводске в 1923 г. под именем Рота связи. В конце 1920-х именовалась командой Егерского батальона.
Команда ведёт начало с начала 1930-х годов, в 1936 г. под названием ДКА стало победителем Первенства Карельской АССР. 6 августа 1936 г. армейская команда Петрозаводска переиграла на своём поле команду "Пламя" (Ленинград" со счётом 4:1.
В послевоенное время играла под названиями ОДО, СКА, Сокол (в состав последней также входили представители военной авиации). Матчи принимала на городском стадионе и стадионе СКА в местечке Пески.
В 1957 г. ОСК (Петрозаводск) завоевал первое место на зональных соревнованиях на первенство РСФСР среди КФК, не проиграв ни разу и оставив позади команды Торжка ("Локомотив"), Новгорода, Пскова, Великих Лук ("Буревестник"), Волхова  
В финальных матчах команда не участвовала в связи с выступлением на играх на первенство вооружённых сил СССР.
6 июля 1960 г. команда дома провела товарищескую встречу с армейцами Ленинграда, окончившуюся победой гостей 2:0, 17 сентября 1960 г. товарищескую встречу с футбольной командой Северного морского флота.
Последнее упоминание о клубе — участие в Чемпионате Карелии в 2002 г.. Домашним стадионом был городской стадион Петрозаводска.

## Чемпионат ССР
- 1946 — Группа III, Западная зона — 9 место
- 1956 — Класс «Б», 1 зона — 18 место

## Кубок СССР
- 1950 — 1/32
- 1952 — 1/64
- 1955 — 1/64

## Чемпионат Карело-Финской ССР
- 1949 — 2 место
- 1950 — 1 место
- 1951 — 3 место
- 1952 — 2 место
- 1953 — ?
- 1954 — 2 место
- 1955 — 1 место

## Кубок Карело-Финской ССР
- 1940 — 1/2
- 1946 — Обладатель
- 1947 — 1/2
- 1950 — Обладатель
- 1952 — Обладатель
- 1955 — Обладатель

## Чемпионат Карельской АССР
- 1957 — 1 место
- 1962 — 1 место
- 1963 — 2 место
- 1964 - 2 место
- 1965 - 1 место
- 1971 — 1 место
- 2001 — 1 место во второй лиге
- 2002 — 9 место в первой лиге

## Кубок Карельской АССР
- 1938 - Обладатель[20]
- 1939 — Обладатель
- 1957 — Обладатель
- 1960 — Обладатель
- 1961 — Обладатель
- 1962 - Обладатель

## Кубок РСФСР
- 1961 Зона «Север» — 1/2
- 1962 «Север» — 1/4
- 1965 «Север» — 1/4

## Наименования
- 1923 - Рота связи.
- 1924 - Красноармейская (военная) команда.
- 1925-1927 гг. - Военный уголок
- 1927-1930 гг. - Егерский (Н-ский) батальон
- 1930-1936 гг. Сборная РККА, Петрозаводский гарнизон[21].
- 1936 г. — ДКА (Дом Красной Армии)
- 1937, 1940 гг. - Н-ская часть
- 1938—1939 гг. — Петрозаводский гарнизон
- 1946, 1950, 1952, 1961 гг. — ДО (Дом офицеров)
- 1950—1956 гг. — ОДО (Окружной дом офицеров)
- 1957 г. — ОСК (Окружной спортивный клуб)
- 1958-1959 гг. — Армейская команда г. Петрозаводска.
- 1960 — Звезда
- 1961-1962, 1970-е-1980-е гг., 2001—2002 гг. — СКА[22]
- 1963-1965 гг. - Сокол.
- 1971 — Гарнизон[23]